# Бак, Теодор
Теодор Бак (1808—1868) — французский юрист.

## Биография
Впервые выступил в качестве адвоката и отличился прекрасной защитой в известном процессе г-жи Лафарж. В феврале 1848 проявил себя как горячий защитник преступлений по делам печати, был назначен правительственным комиссаром в департаменте Верхней Виенны. Затем он был избран этим же департаментом членом конституционного собрания, заседал в комитете иностранных дел, а в 1849 выбран представителем департаментов Сены и Верхней Виенны, но избрал последний. На основании декрета 11 января 1852 Бак был принужден покинуть Францию, куда возвратился лишь в 1868, незадолго до свой смерти. Судебные речи Бака занимают почетное место во французской судебной литературе.